# Agraecina cristiani
Espèce
Synonymes
- Lascona cristiani Georgescu, 1989

Agraecina cristiani est une espèce d'araignées aranéomorphes de la famille des Liocranidae.

## Distribution
Cette espèce se rencontre dans des grottes  en Roumanie dans la Dobroudja et en Slovaquie.

## Description
Le mâle holotype mesure 6,500 mm et la femelle paratype 6,675 mm. Cette araignée possède des yeux réduits.

## Systématique et taxinomie
Cette espèce a été décrite sous le protonyme Lascona cristiani par Georgescu en 1989. Elle est placée dans le genre Agraecina par Weiss et Sarbu en 1994.

## Étymologie
Cette espèce est nommée en l'honneur de Cristian Lascu.

## Publication originale
- Georgescu, 1989 : « Sur trois taxa nouveaux d'aranéides troglobies de Dobrogea (Roumanie). » Miscellanea Speologica Romanica, vol. 1, p. 85-102.